# 技能講座
技能講座（ぎのうこうざ）は、1959年1月16日から1981年3月31日までNHK教育テレビジョンで放送された講座番組である。NHK教育テレビの開局7日目に放送開始した

## 概要
実生活に応用できる技能や知識を初歩から短期間で身につけるための講座番組である。1976年から放送された「オーディオ入門」の好評を受けて、講座内容を趣味分野に変更した。2025年時点で放送中の『おとなの学びシリーズ』（『明日から使える』『心おどる』『3か月でマスターする』の総称ブランド）まで続く、趣味講座番組の基礎を築いた。

## 番組名の変遷
- 1959年1月 - 『技能講座』放送開始。
- 1961年4月 - 『職業技能講座』に改題。
- 1962年4月 - 『技能講座』に改題。
- 1980年4月 - 『趣味・技能講座』に改題。

上記までをこの項で扱う。
- 1981年4月 - 『趣味講座』放送開始。
- 1990年4月 - 『趣味百科』放送開始。
- 1997年4月 - 『趣味悠々』放送開始。
- 2010年4月 - 『趣味工房シリーズ』放送開始。
- 2012年4月 - 『趣味Do楽』放送開始。
- 2015年3月 - 『趣味どきっ!』放送開始。
- 2024年4月 - 『趣味どきっ!』から分割する形で『3か月でマスターする』シリーズ放送開始。
- 2025年4月 - 『おとなの学びシリーズ』放送開始。同時に『3か月でマスターする』シリーズもこのブランドに編入。

## 講座一覧
| 放送時間    | 開始年月   | 金                           | 金                           |
| ----------- | ---------- | ---------------------------- | ---------------------------- |
| 21:00-21:30 | 1959年1月  | テレビ技術入門               | テレビ技術入門               |
| 21:00-21:30 | 1959年4月  | テレビ自動車学校             | テレビ自動車学校             |
| 放送時間    | 開始年月   | 月・火・水・木・金           | 月・火・水・木・金           |
| 19:30-20:00 | 1961年4月  | 計算尺講座                   | 計算尺講座                   |
| 19:30-20:00 | 1961年6月  | 理美容                       | 理美容                       |
| 19:30-20:00 | 1961年8月  | 洋裁                         | 洋裁                         |
| 19:30-20:00 | 1961年11月 | 簿記                         | 簿記                         |
| 19:30-20:00 | 1962年1月  | ラジオ・テレビの故障修理講座 | ラジオ・テレビの故障修理講座 |
| 放送時間    | 開始年月   | 火・木                       | 火・木                       |
| 21:00-21:30 | 1962年4月  | 計算尺                       | 計算尺                       |
| 21:00-21:30 | 1962年8月  | 簿記                         | 簿記                         |
| 21:00-21:30 | 1962年12月 | ラジオ・テレビの故障修理講座 | ラジオ・テレビの故障修理講座 |
| 21:00-21:30 | 1963年4月  | 計算尺                       | 計算尺                       |
| 21:00-21:30 | 1963年8月  | 簿記                         | 簿記                         |
| 21:00-21:30 | 1963年12月 | テレビの故障修理             | テレビの故障修理             |
| 放送時間    | 開始年月   | 火・金                       | 火・金                       |
| 19:00-19:30 | 1964年4月  | 計算尺                       | 計算尺                       |
| 19:00-19:30 | 1964年8月  | 簿記                         | 簿記                         |
| 19:00-19:30 | 1964年12月 | テレビの故障修理             | テレビの故障修理             |
| 放送時間    | 開始年月   | 火・木                       | 火・木                       |
| 19:30-20:00 | 1965年4月  | 簿記                         | 簿記                         |
| 19:30-20:00 | 1965年7月  | 自動車整備                   | 自動車整備                   |
| 19:30-20:00 | 1965年10月 | テレビの故障修理             | テレビの故障修理             |
| 19:30-20:00 | 1966年1月  | アマチュア無線               | アマチュア無線               |
| 放送時間    | 開始年月   | 月・水・金                   | 月・水・金                   |
| 19:30-20:00 | 1966年4月  | テレビジョン技術             | テレビジョン技術             |
| 19:30-20:00 | 1966年8月  | 自動車整備                   | 自動車整備                   |
| 19:30-20:00 | 1966年12月 | 簿記                         | 簿記                         |
| 19:30-20:00 | 1967年4月  | テレビジョン技術             | テレビジョン技術             |
| 19:30-20:00 | 1967年8月  | 自動車整備                   | 自動車整備                   |
| 19:30-20:00 | 1967年12月 | 簿記                         | 簿記                         |
| 19:30-20:00 | 1968年4月  | テレビジョン技術             | テレビジョン技術             |
| 19:30-20:00 | 1968年8月  | 統計実務                     | 統計実務                     |
| 19:30-20:00 | 1968年10月 | 計算尺                       | 計算尺                       |
| 19:30-20:00 | 1968年12月 | 簿記                         | 簿記                         |
| 19:30-20:00 | 1969年4月  | テレビジョン技術             | テレビジョン技術             |
| 19:30-20:00 | 1969年8月  | 統計実務                     | 統計実務                     |
| 19:30-20:00 | 1969年10月 | 計算尺                       | 計算尺                       |
| 19:30-20:00 | 1969年12月 | 簿記                         | 簿記                         |
| 放送時間    | 開始年月   | 月・水                       | 金                           |
| 19:30-20:00 | 1970年4月  | テレビジョン技術             | 自動車整備                   |
| 19:30-20:00 | 1970年10月 | 簿記                         | 自動車整備                   |
| 19:30-20:00 | 1971年4月  | テレビジョン技術             | 建築士                       |
| 19:30-20:00 | 1971年10月 | 自動車整備                   | 建築士                       |
| 19:30-20:00 | 1972年4月  | テレビジョン技術             | 建築士                       |
| 19:30-20:00 | 1972年10月 | 自動車整備                   | 建築士                       |
| 19:30-20:00 | 1973年4月  | テレビジョン技術             | 建築士                       |
| 19:30-20:00 | 1973年10月 | 自動車整備                   | 建築士                       |
| 19:30-20:00 | 1974年4月  | テレビジョン技術             | 建築士                       |
| 19:30-20:00 | 1974年10月 | 自動車整備                   | 建築士                       |
| 19:30-20:00 | 1975年4月  | テレビジョン技術             | 建築士                       |
| 19:30-20:00 | 1975年10月 | 自動車整備                   | 建築士                       |
| 放送時間    | 開始年月   | 月・火                       | 月・火                       |
| 18:00-18:30 | 1976年4月  | テレビジョン技術             | テレビジョン技術             |
| 18:00-18:30 | 1976年10月 | オーディオ入門               | オーディオ入門               |
| 18:00-18:30 | 1977年4月  | テレビジョン技術             | テレビジョン技術             |
| 18:00-18:30 | 1977年10月 | オーディオ入門               | オーディオ入門               |
| 18:00-18:30 | 1978年4月  | 家庭大工入門                 | 家庭大工入門                 |
| 18:00-18:30 | 1978年10月 | オーディオ入門               | オーディオ入門               |
| 18:00-18:30 | 1979年4月  | 家庭大工入門                 | 家庭大工入門                 |
| 18:00-18:30 | 1979年10月 | オーディオ入門               | オーディオ入門               |
| 18:00-18:30 | 1980年4月  | 家庭大工入門                 | 家庭大工入門                 |
| 18:00-18:30 | 1980年8月  | 釣り入門                     | 釣り入門                     |
| 18:00-18:30 | 1980年12月 | カメラ技法入門               | カメラ技法入門               |
| 18:00-18:30 | 1981年4月  | 『趣味講座』を参照           | 『趣味講座』を参照           |

## 関連番組
- 趣味Do楽